# Anurida
Genre
Anurida est un genre de collemboles de la famille des Neanuridae.

## Liste des espèces
Selon Checklist of the Collembola of the World (version du 25 octobre 2019) :
- Anurida abashiriensis Babenko & Nakamori, 2018
- Anurida alpina Agrell, 1939
- Anurida amorita Folsom, 1902
- Anurida annatshagi Tshelnokov, 1988
- Anurida ariesi Harsia & Gruia, 1992
- Anurida ashbyae Christiansen & Bellinger, 1988
- Anurida asiatica Babenko, 2002
- Anurida assimilis Yosii, 1956
- Anurida azurea Babenko, 1997
- Anurida balatovae Rusek, 1970
- Anurida beringi Fjellberg, 1985
- Anurida bisetosa Bagnall, 1949
- Anurida bondarenkoae Tshelnokov, 1988
- Anurida bonneti Cassagnau, 1955
- Anurida borealis Martynova, 1976
- Anurida callainii Dallai & Martinozzi, 1980
- Anurida caprariensis Dallai, 1969
- Anurida carpatica Babenko, 1998
- Anurida clavata Schäffer, 1897
- Anurida confinis Babenko, 1998
- Anurida decemoculata Hammer, 1953
- Anurida dentata Christiansen & Bellinger, 1980
- Anurida desnuda Yosii, 1956
- Anurida diabolica Yosii, 1956
- Anurida dynkengda Babenko, 1998
- Anurida frigida Fjellberg, 1973
- Anurida granaria (Nicolet, 1847)
- Anurida granulata Agrell, 1943
- Anurida hammerae Christiansen, 1952
- Anurida interior Fjellberg, 1985
- Anurida iriei Yosii, 1970
- Anurida kaya Babenko, 1998
- Anurida kazukoae Tamura & Zhao, 1997
- Anurida kolymensis Tshelnokov, 1988
- Anurida komi Babenko, 1998
- Anurida kyshyensis Babenko & Nakamori, 2018
- Anurida latosensillata Dunger, 1975
- Anurida luciae Fjellberg, 1985
- Anurida lvivska Babenko, 1998
- Anurida mandibulata Tshelnokov, 1988
- Anurida mara Christiansen & Bellinger, 1988
- Anurida marchena Najt, Thibaud & Jacquemart, 1991
- Anurida maritima (Guérin-Méneville, 1836)
- Anurida maritima Arbea, 2001
- Anurida martynovae Fjellberg, 1985
- Anurida nadezhdae Babenko, 1998
- Anurida narli Fjellberg, 1985
- Anurida neanuriformis Babenko, 2002
- Anurida nuda Yosii, 1956
- Anurida okamotoi Yosii, 1970
- Anurida orientalis Martynova, 1976
- Anurida palustris Babenko, 1997
- Anurida papillosa (Axelson, 1902)
- Anurida papillosoides (Hammer, 1953)
- Anurida parapapillosa Tshelnokov, 1988
- Anurida plurichaetotica Yosii, 1966
- Anurida polaris (Hammer, 1954)
- Anurida pusilla da Gama, 1964
- Anurida reducta Fjellberg, 1985
- Anurida riverina Sterzynska, Kaprus & Ehrnsberger, 2006
- Anurida sakhensis Babenko, 1997
- Anurida setosa Yosii, 1956
- Anurida similis Fjellberg, 1985
- Anurida speobia Yosii, 1954
- Anurida stereoodorata Jordana & Baquero, 2012
- Anurida subarctica Fjellberg, 1985
- Anurida tamurae Yue & Yin, 1999
- Anurida tatianae Babenko, 1997
- Anurida thalassophila (Bagnall, 1939)
- Anurida trioculata Kinoshita, 1916
- Anurida troglodyta Lee & Park, 2016
- Anurida tullbergi Schött, 1891
- Anurida uniformis Gisin, 1953
- Anurida vicaria Yosii, 1956
- Anurida vontoernei Nosek, 1962
- Anurida vulcanica Fjellberg, 1985
- Anurida weberi Christiansen & Bellinger, 1980
- Anurida wrangelensis Tshelnokov, 1988
- Anurida zanokhae Babenko, 1998

## Publication originale
- Laboulbène, 1865 : Description et anatomie d'un insecte maritime (Anurida maritima) qui forme un genre nouveau dans l'ordre des Thysanoures et la famille des Podurides. Comptes Rendus des Seances et Memoires de la Societe de Biologie, vol. 4, p. 189-206 (texte intégral).